# Friedrich Emil von Asten
Friedrich Emil von Asten, född 1842 i Köln, död 1878, var en tysk astronom.
Asten blev student i Bonn 1862 och erhöll sin astronomiska utbildning under Argelander. Han promoverades 1865, sedan han beräknat banan för 1858 års stora komet. Sedermera utarbetade han bland annat Hülfstafeln zur Histoire céleste (av Lalande), vilket publicerades av Astronomiska sällskapet. 1871 utnämndes han till adjunkt-astronom vid Pulkovo-observatoriet. 
Bland hans arbeten märks främst hans studier över Enckes komet, som innehåller flera viktiga upptäckter, bland annat bestämningen av Merkurius massa ur kometens rörelse, av förändringen av kometens excentricitet under varje omloppsvarv samt av den egendomliga omständigheten, att den av Encke upptäckta accelerationen av omkring en bågminut under omloppet i denna komets rörelse under tiden 1865-71 plötsligt minskade till ungefär 2/3 av nämnda belopp av okänd orsak, enligt en av Asten framställd hypotes på grund av inverkan av någon småplanet. 